# Thomas Aas
Thomas Valentin "Valla" Aas (Oslo, 28 d'abril de 1887 - Oslo, 14 d'agost de 1961) va ser un regatista noruec que va competir a començaments del segle xx. Posteriorment exercí de funcionari al servei del Ministeri d'Afers Exteriors.
Aas va néixer a Cristiania en el si d'una família de comerciants. El 1923 es va casar amb Ingeborg Horn. El 1905 va acabar l'educació secundària i el 1911 es va graduar per Reial Universitat Fredericiana en dret. Entre 1912 i 1915 exercí de jutge de pau a Fredrikstad.
El 1912 va prendre part en els Jocs Olímpics d'Estocolm, on va guanyar la medalla d'or en la categoria de 8 metres del programa de vela. Aas navegà a bord del Taifun junt a Andreas Brecke, Torleiv Corneliussen, Thoralf Glad i Christian Jebe.
En 1917 fou contractat com a secretari del Ministeri d'Afers Exteriors. Va ser promogut a secretari adjunt el 1920, exercint de cònsol a Barcelona el 1921 i com a secretari de l'ambaixada a Londres el 1922. Va ser ascendit a vicecònsol el 1923. El 1930 es va traslladar a l'ambaixada de Noruega a Estocolm com a secretari. També va tenir la responsabilitat de Kaunas, Lituània.
Després d'un període a casa, entre 1934 i 1940, com a sotssecretari de la segona Oficina de Comerç del Ministeri d'Afers Exteriors, va tornar a l'ambaixada de Noruega a Estocolm com a regidor de comerç. Aquesta ambaixada va ser molt important quan Noruega va ser arrossegada a la Segona Guerra Mundial mentre Suècia es mantenia neutral. Va ser ascendit a conseller de l'ambaixada el 1943, i el 1946 a cònsol general a Göteborg.
Pels seus serveis prestats va ser condecorat com a Cavaller del Reial Orde Noruec de Sant Olaf (1946); comanador de l'Orde de l'Estrella Polar, Orde de Vasa i Orde d'Isabel la Catòlica; cavaller de l'Orde de Dannebrog; i oficial de l'Orde Polònia Restituta. Va morir l'abril de 1961 i fou enterrat a l'església de Ris.